# Les Décaféinés
 (décembre 2019).
Les Décaféinés est un duo composé de Rémi Deval et Clément Parmentier. Le groupe se forme en 2012 et il se fait connaitre du grand public dans l’émission On n'demande qu'à en rire de Laurent Ruquier, sur France 2. Le duo enchaine sur des spectacles avec notamment Très serrés, joué au théâtre du Point-Virgule puis dans plusieurs villes de France en 2015. L'année suivante, ils s'associent à Patrice Soufflard pour l'écriture et la mise en scène de leur second spectacle, Les Décaféinés Lancent une Machine, dont la tournée continue depuis 2017, actuellement et jusqu'en 2019. Ils sont aussi remarqués pour leurs chansons sur l'actualité sur les réseaux sociaux.
Depuis fin 2017, ils participent régulièrement aux vidéos de l'humoriste La Bajon.

## Biographies individuelles

### Rémi Deval

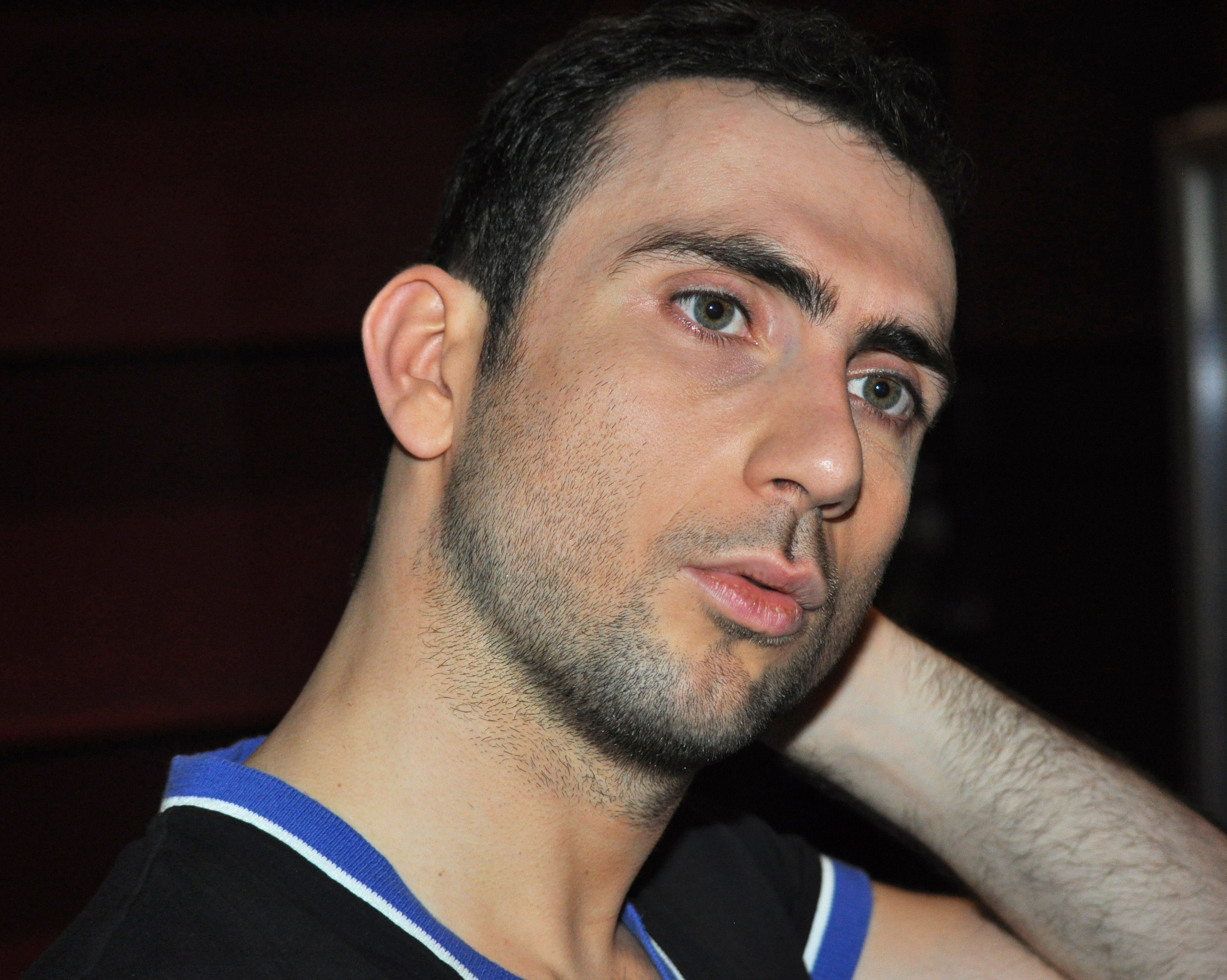
Rémi Deval, au Casino de Paris le 8 juin 2013.

Il est né le 4 mai 1987 à Albertville (Savoie). Après avoir fréquenté le collège Joseph-Fontanet et la Compagnie Théâtre du Gélohann de Frontenex, il part au lycée d'Annecy, Gabriel-Fauré en option cinéma audiovisuel, puis poursuit ses études de cinéma à Paris pour être assistant réalisateur, qu'il termine en 2008 avec son diplôme en poche. En parallèle, il a toujours voulu être comédien-auteur. Il débute en duo comique avec Rani Bheemuck, puis en One-man show dans de petites salles parisiennes. C'est aussi un auteur de pièces de théâtre et après les cours Michel Galabru en 2009, Pierre Palmade le repère en 2011 pour intégrer sa troupe dans son « atelier de Pierre Palmade ».
Rémi crée le duo comique « Les Décaféinés » avec Clément Parmentier, produit par Ki m'aime me suive, et passe régulièrement dans l'émission d'humour On n'demande qu'à en rire sur France 2 (à laquelle il avait déjà tenté sa chance en solitaire le 13 octobre 2010).

### Clément Parmentier

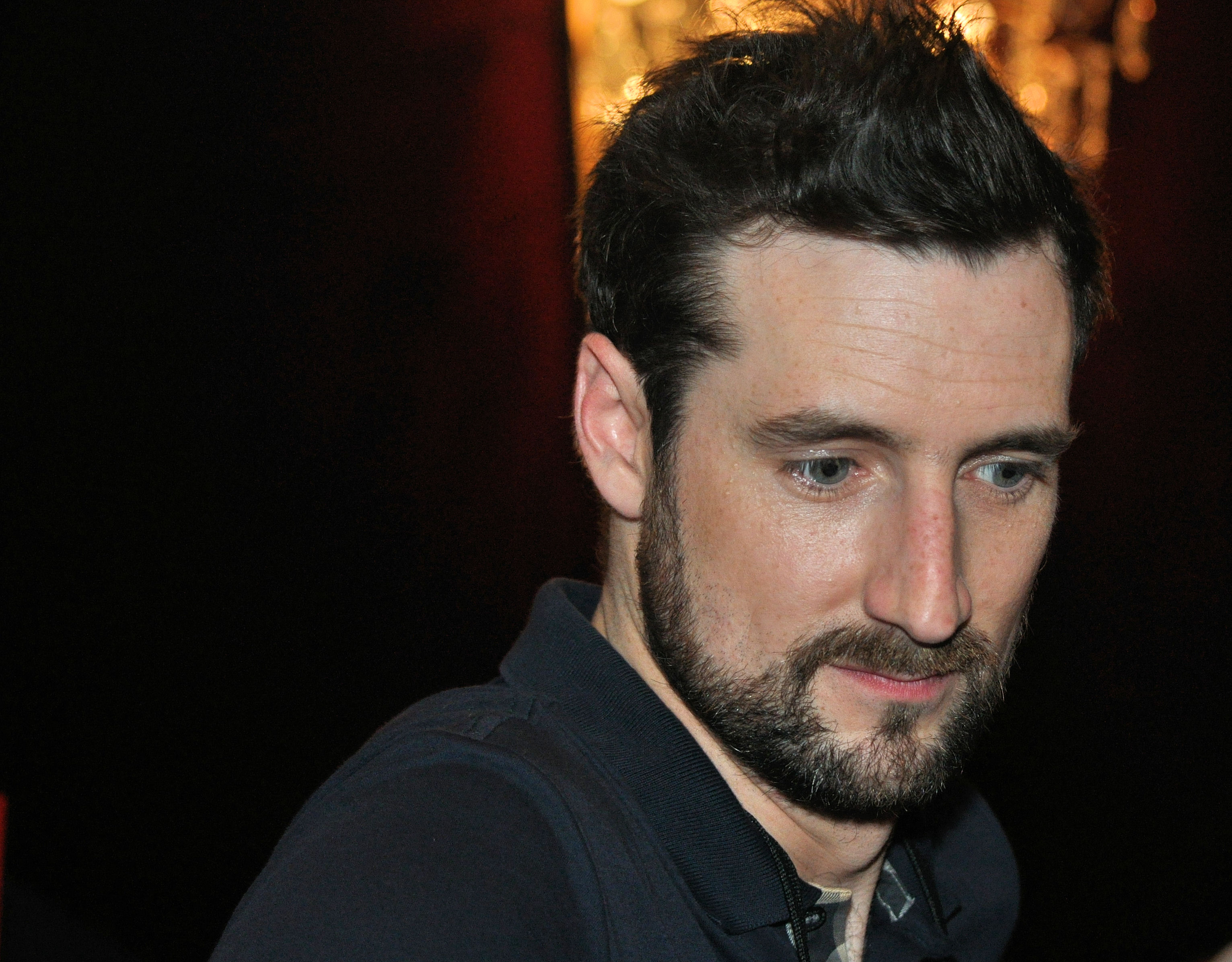
Clément Parmentier, au Casino de Paris le 8 juin 2013.

Clément est né le 30 septembre 1982 à Paris. C’est après quatre années passées au sein d’une entreprise dans le marketing que Clément se rend compte de ce qu’il ne veut surtout pas faire dans la vie.
Rattrapé par sa passion pour la comédie, il s’inscrit dans une école de théâtre à Paris et fait ses premiers pas sur les planches dans une pièce de Georges Feydeau, Chat en Poche. Il intègre ensuite plusieurs compagnies avec lesquelles il fait autant de café-théâtre que de pièces plus classiques ou même des spectacles pour enfants.
Il rencontre Rémi en 2012, avec qui il crée leur duo comico-dépressif, Les Décaféinés. Duo qui sera pensionnaire de l’émission de Laurent Ruquier On n’demande qu’à en rire jusqu’en mai 2014.
Peu de temps après, il rejoint son acolyte au sein de La Troupe à Palmade. En parallèle, Clément tourne également dans quelques films et publicités.
Il est le cousin du chanteur Florent Mothe.

## Spectacles
- 2025 : Le Jambon, pièce écrite par Rémi Deval, au Théâtre Edgar à Paris
- 2022 à aujourd'hui : Les Décaféinés, Les 2 derniers amis du monde co-écrit avec La Bajon et co-produit par Fabien Olicard
- 2022 : A Nous Molière ! avec Florent Peyre, Arnaud Tsamère, Ben, Elodie Poux... mis en scène par Alain Sachs au Théâtre de le Michodière
- 2017 à 2021 : Les Décaféinés Lancent une Machine en tournée et au Point Virgule à Paris
- 2016 : Les Décaféinés Lancent une Machine, Nouveau spectacle, mise en scène de Patrice Soufflard
- 2015 : Très Serrés au Point Virgule, mise en scène de Marie-Pascale Osterrieth.
- 2012 à 2014 : Dépression musicale Premier spectacle du duo, écrit par Rémi Deval.
- 2013 : À L'Olympia, en première partie d'Olivier de Benoist (Le 15 janvier & le 12 mars)
- 2013 : Au Casino de Paris, du 5 au 9 juin, dans le spectacle "On n'demande qu'à en rire" présenté par Laurent Ruquier

## Télévision
- 2010 : On n'demande qu'à en rire, France 2
- 2012 - 2014 : On n'demande qu'à en rire, France 2
- 2013 : Spectacle Dépression Musicale, France 4
- 2014 : On n'demande qu'à en rire, France 2
- 2015 : On a tous en nous quelque chose de Jacques Martin, présenté par Laurent Ruquier, Parodie de la chanson "Je Vole", France 2
- 2016 : Auteur pour Les Enfoirés 2016 "Au rendez-vous des Enfoirés"
- 2016 : Auteur pour la série Scènes de Ménage sur M6 (Kabo Productions)
- 2016 : "On refait le boulevard" sur France 3 avec Pierre Palmade
- 2017 : Signé Taloche avec le duo Les Décaféinés
- 2018 : Code Promo sur France 2 avec Stéphane Bern
- 2019 : Chroniqueurs pour On n'est pas couché avec Laurent Ruquier
- 2023 : Invités / Chroniqueurs pour On est en direct avec Laurent Ruquier

### Rémi Deval

#### Spectacles / Débuts avecRani Bheemuck
- 2007 : Les Gros Yeux, Quand deux piétons s'emmêlent… de lui-même dans une mise en scène de Rani et Rémi.
- 2008 : Rani et Rémi : Salades Décomposées de lui-même, au théâtre de Nesle (Paris).
- 2008-2009 : Rani et Rémi ne manque pas d'R de lui-même dans une mise en scène de Claire Toucour à la Petite Loge (Paris).

#### One-man Show
- 2009-2012 : Rémi avec un Hic One man show de et avec lui-même dans une mise en scène de Claire Toucour au théâtre de la Petite Loge, puis au Théâtre Pandora (Paris)[4].

#### Théâtre
- 2010 : Des bobards à Maman de lui-même dans une mise en scène de lui-même. Théâtre de La Providence
- 2010 : La Partouze de lui-même dans une mise en scène de Claire Toucour au théâtre de la Providence (Paris).
- 2010-2011 : 3 comiques sur un plateau plateau d'humoristes mis en scène par lui-même.
- 2011 : Des bobards à Maman de lui-même dans une mise en scène de Claire Toucour. Théâtre des Blancs manteaux
- 2011 : Un Apéro Presque Parfait de Jérémy Wulc dans une mise en scène de Samy Berry au Théâtre d'Edgar.
- 2011 : Les Emmerdes sonnent toujours deux fois de Stéphane Martino dans une mise en scène de Samy Berry au Théâtre d'Edgar.
- 2012 : L'Atelier de Pierre Palmade au Théâtre de la Gaité Montparnasse, puis au Grand Point Virgule, à Paris.
- 2013 : Les Décaféinés - Dépression musicale au Théâtre Trévise, à Paris.
- 2013 - 2014 : La Troupe à Palmade - L'entreprise au Théâtre Tristan Bernard, à Paris. Puis en Tournée.
- 2014 : Les Décaféinés au Sentier des Halles, à Paris.
- 2015 : La Troupe à Palmade - Le petit restaurant à La Comédie de Paris, à Paris.
- 2015 : Les Décaféinés - Très Serrés (auteur) au Point Virgule, mise en scène de Marie-Pascale Osterrieth.
- 2016 : Sans Paroles (Auteur) - Comédie muette, à la Comédie de Paris, dans le cadre de la Troupe à Palmade.
- 2016 à 2021 : Les Décaféinés lancent une machine (Auteur) - Mise en scène de Patrice Soufflard.
- 2022 : A Nous Molière ! avec Florent Peyre, Arnaud Tsamère, Ben, Elodie Poux... mis en scène par Alain Sachs au Théâtre de le Michodière
- 2022 à aujourd'hui : Les Décaféinés, Les 2 derniers amis du monde co-écrit avec La Bajon et co-produit par Fabien Olicard

#### Télévision
- 2010 : On n'demande qu'à en rire, France 2
- 2012 - 2014 : On n'demande qu'à en rire, France 2
- 2013 : Spectacle Dépression Musicale, France 4
- 2014 : On n'demande qu'à en rire, France 2
- 2015 : On a tous en nous quelque chose de Jacques Martin, présenté par Laurent Ruquier, Parodie de la chanson "Je Vole", France 2
- 2016 : Auteur pour Les Enfoirés 2016 "Au rendez-vous des Enfoirés"
- 2016 : Auteur pour la série Scènes de Ménage sur M6 (Kabo Productions)
- 2016 : "On refait le boulevard" sur France 3 avec Pierre Palmade
- 2017 : Signé Taloche avec le duo Les Décaféinés
- 2018 : Code Promo sur France 2 avec Stéphane Bern
- 2019 : Chroniqueurs pour On n'est pas couché
- 2023 : La Joconde, pièce écrite et mise en scène par Rémi Deval, diffusée sur Comédie +

#### Internet
- 2011 : Paris Web TV
- 2012 : Florent Mothe TV'

### Clément Parmentier

#### Théâtre
- 2007 : Le Jubilé d'Anton Tchekhov dans une mise en scène de Frédéric Habera
- 2007 : Chat en poche de Georges Feydeau dans une mise en scène de Frédéric Habera
- 2010 : Le Clou aux maris d'Eugène Labiche dans une mise en scène de Thierry Jumel
- 2010 : Et la femme créa l’homme de Sandrine Belzacq dans une mise en scène d'elle-même
- 2010 : L’Étrange Noël de Bob Opartou de Sandrine Belzacq dans une mise en scène d'elle-même
- 2011 : Un apéro presque parfait de Jérémy Wulc dans une mise en scène de Samy Berry
- 2011 : Die Fledermaus (La Chauve-Souris), opérette de Johan Strauss dans une mise en scène d'Émile Salimov
- 2011 : Les emmerdes sonnent toujours deux fois de Stéphane Martino dans une mise en scène de Samy Berry
- 2011 : L'Héritage de Guy de Maupassant dans une adaptation et mise en scène de Stéphane Rugraff
- 2012-2015 : Les Décaféinés - Dépression musicale - très serrés
- 2014 : La Troupe à Palmade - L'Entreprise
- 2015 : La Troupe à Palmade - Le Petit Restaurant
- 2016 : La Troupe à Palmade - Sans Paroles
- 2016 : Les Décaféinés - Lancent une machine
- 2017, 2018 : Les Décaféinés lancent une machine en tournée et au Point Virgule à Paris

#### Cinéma
- 2015 : Le Monde au Balcon de Antoine Bailly
- 2012 : Fantaisie Hôtelière de Tom Gutt
- 2010 : La Conquête de  Xavier Durringer avec Denis Podalydès, Hippolyte Girardot, Florence Pernel
- 2010 : Hiver rouge de  Xavier Durringer avec Patrick Chesnais, Jane Birkin, Gerald Laroche, Grégory Fitoussi
- 2010 : Fakebook de Raphaël Kenzey

#### Internet
- 2016 : Publicité BNP Paribas - Vraie vie VS Vie digitale
- 2012 : Florent Mothe TV'

#### Télévision
- 2012 - 2014 : On n'demande qu'à en rire, France 2
- 2013 - 2014 : Montreux Comedy Festival, France 4
- 2012 : Rire sur la ville, RTL-TVI
- 2013 : Dépression musicale, France 4
- 2014 : Le jour où tout a basculé, SDF, j'ai été accusé a tort! RTL9
- 2015 : On a tous en nous quelque chose de Jacques Martin, présenté par Laurent Ruquier, Parodie de la chanson "Je Vole", France 2
- 2017 : Signé Taloche avec le duo Les Décaféinés
- 2018 : Code Promo sur France 2 avec Stéphane Bern

## On n'demande qu'à en rire
Les Décaféinés sont connus pour avoir participé à On n'demande qu'à en rire. Ils y participent à partir du 4 mai 2012, et sont devenus pensionnaires (c'est-à-dire plus de dix passages).
Le 9 février 2013, Les Décaféinés sont sélectionnés pour participer au spectacle On n'demande qu'a en rire au Casino de Paris aux côtés de Kevin Razy, Donel Jack'sman, Sacha Judaszko et Artus, lors du premier prime de qualification.
Lors de leur 33e sketch, ils obtiennent la note de 99/100.